# I Ditelo voi
I Ditelo voi sono un trio comico napoletano formatosi nel 1995, composto da Francesco De Fraia (14 novembre 1969), Domenico Manfredi (11 luglio 1970) e Raffaele Ferrante (7 luglio 1970).

## Carriera
Il gruppo era originariamente formato da quattro elementi, uno dei quali accompagnava i tre comici con la chitarra; il nome era "I Ditelo voi Quartet" e si esibiva in piccoli locali del napoletano.
Si conoscono nel 1995. Il loro nome, come raccontato dagli stessi componenti del trio, nasce per caso nel momento in cui ebbero il primo contratto per una serata, perché non avendo ancora dato un nome al gruppo, all'impresario che gli chiedeva come si chiamassero, presi alla sprovvista, risposero: "Ditelo voi", nome col quale furono scritturati; dal frainteso venne fuori il nome del sodalizio nascente.
Cominciano nel 1997, in onda in Campania con TeleGaribaldi, poi la trasmissione Avanzi Popolo (1999) su TeleNapoli. In questa trasmissione, fra l'altro, interpretano la finta telenovela Orip Orap (tipica espressione napoletana che trasposto in lingua italiana può tradursi con la locuzione "ad ogni modo"), che nel 2000 diventerà una trasmissione indipendente, sulla stessa emittente televisiva.
Nel 1999 lavorano alla Chanson, noto luogo del teatro cabaret romano. Per qualche tempo hanno lavorato per trasmissioni comiche per emittenti regionali del Lazio. Nel 2002 partecipano alla trasmissione di Gianni Morandi Uno di noi, e nel 2004 all'ultima edizione di Super Ciro. Nel 2004 sono protagonisti del film Ventitré. Nel 2008 esce lo spettacolo teatrale Triccheballacche, autore Gianluca Ansanelli, riferendosi al tormentone nazionale italiano del 2006.
Sono presenti nei programmi Colorado Cafè su Italia 1, e Tribbù su Rai 2, oltre che al programma radiofonico Pelo e Contropelo, su Radio Kiss Kiss. Nel 2012, esce su youtube, una nuova sitcom intitolata Gomorroide, parodia del film Gomorra. Dal 2013 partecipano a Made in Sud su Rai 2 (con la sitcom Gomorroide). Partecipano pure a Colorado su Italia 1.
Nel 2013 ottengono una parte nel film Un boss in salotto come testimoni in tribunale.
Il 24 agosto 2015 si esibiscono in concerto a Sapri, alla settima edizione di Sapri anni 60. Partecipano alla manifestazione con Mario Trevi, Gianluca Capozzi, Pupo, Fausto Leali, Tony Tammaro, Sal da Vinci e Massimo Ranieri.
Nel 2015 compaiono nel film Babbo Natale non viene da Nord di Maurizio Casagrande.
Nel 2017 sono registi e attori nel film Gomorroide.
Nel 2021 entrano a far parte del cast comico di Honolulu.
Nel 2022 sono registi, autori e protagonisti del film Tre uomini e un fantasma.
Nel 2023 sono registi, autori e protagonisti del film Bang Bank insieme a Martina Stella.